# Mesobryobia brevillosa
Mesobryobia brevillosa är en spindeldjursart som beskrevs av Meyer 1974. Mesobryobia brevillosa ingår i släktet Mesobryobia och familjen Tetranychidae. Inga underarter finns listade i Catalogue of Life.